# Кингстон (Онтарио)
Кингстон (енгл. Kingston) је град у Канади у покрајини Онтарио. Према резултатима пописа 2011. у граду је живело 123.363 становника.

## Становништво
Према резултатима пописа становништва из 2011. у граду је живело 123.363 становника, што је за 5,3% више у односу на попис из 2006. када је регистровано 117.207 житеља.
| 2006.   | 2011.   | 2016.   |
| ------- | ------- | ------- |
| 117.207 | 123.363 | 123.798 |